# Yomi no Tsugai
Yomi no tsugai (黄泉のツガイ?), también conocida como Espíritus del inframundo, es un manga japonés creado (guion y dibujo) por Hiromu Arakawa. Se empezó a publicar en la revista Gekkan Shōnen Gangan de Square Enix  el 10 de diciembre de 2021 y hasta el momento lleva diez volúmenes recopilatorios. Una adaptación de la serie al anime producida por Bones Film ha sido anunciada.

## Contenido de la obra

### Manga
Yomi no tsugai  se anunció oficialmente en el número de agosto de 2021 de la revista Gangan de Square Enix durante la celebración del 20º aniversario de otra de las obras de Arakawa, Fullmetal Alchemist. Yomi no tsugai comenzó a publicarse en la Gangan mensual el 10 de diciembre de 2021. Square Enix recopila los capítulos individuales de la serie en volúmenes tankōbon.  El primer volumen se publicó el 10 de junio de 2022, y hasta el momento se han lanzado diez volúmenes.
En julio de 2022, Square Enix Manga & Books anunció la licencia de la serie en inglés, y el primer volumen salió el 25 de abril de 2023.
| Volúmenes de manga publicados | Volúmenes de manga publicados | Volúmenes de manga publicados |
| Número                        | Fecha de lanzamiento          | ISBN                          |
| ----------------------------- | ----------------------------- | ----------------------------- |
| 1                             | 10 de junio de 2022           | ISBN 978-4-7575-7962-0        |
| 2                             | 12 de septiembre de 2022      | ISBN 978-4-7575-8100-5        |
| 3                             | 10 de febrero de 2023         | ISBN 978-4-7575-8401-3        |
| 4                             | 12 de junio de 2023           | ISBN 978-4-7575-8608-6        |
| 5                             | 12 de septiembre de 2023      | ISBN 978-4-7575-8786-1        |
| 6                             | 12 de enero de 2024           | ISBN 978-4-7575-8877-6        |
| 7                             | 11 de mayo de 2024            | ISBN 978-4-7575-9184-4        |
| 8                             | 12 de septiembre de 2024      | ISBN 978-4-7575-9412-8        |
| 9                             | 12 de marzo de 2025           | ISBN 978-4-7575-9733-4        |
| 10                            | 11 de julio de 2025           | ISBN 978-4-7575-9950-5        |

### Anime
Una adaptación de la serie al anime fue anunciada en el panel de Crunchyroll durante la Anime Expo en julio de 2025. La serie está producida por Bones Film y dirigida por Masahiro Andō, con Noboru Takagi manejando la composición de la serie, Nobuhiro Arai diseñando los personajes y Kenichirō Suehiro componiendo la música. Crunchyroll obtuvo la licencia de la serie en América del Norte, América Central, América del Sur, Europa, África, Oceanía, Oriente Medio, CEI y subcontinente indio.

## Recepción
Francesco Cacciatore, de Screen Rant, nombró a Yomi no tsugai como uno de los mejores nuevos títulos de manga para debutar en 2021, destacando el potencial que muestra el manga a pesar de tener haber presentado solo un capítulo a fin de año. Además, Cacciatore comparó esta obra con Kimetsu no yaiba de Koyoharu Gotouge porque ambas series tienen una pareja de hermanos como protagonistas. Carlyle Edmundson de Screen Rant comparó el concepto de "tsugai" presente en el manga los "stands" de JoJo's Bizarre Adventure de Hirohiko Araki.